# 앤디 패리노
앤디 패리노 (Andrew B. Parrino, 1985년 10월 31일 ~ )는 메이저 리그 출신 선수이다. 2007년 26라운드 807순위에 샌디에이고 파드리스에 지명되어 입단했다.

## 시즌
2011년:59경기 .327/.399/.484기록, 빅리그에 데뷔 
2012년:79경기 193타석 .200/.319/.26+, 32안타 1홈런